# John Parker Maynard
Pour les articles homonymes, voir Parker et Maynard.
John Parker Maynard, né le 10 avril 1816 à Boston et mort le 26 février 1898 à Dedham (Massachusetts),, est un médecin, chimiste et physicien américain. 

## Biographie
John Parker Maynard, alors étudiant en médecine, est connu pour avoir découvert, deux années après son homophone Louis-Nicolas Ménard, mais de manière indépendante, le collodion, qu'il destina aux soins des plaies dès 1847. Il publie en avril 1848 dans l' American Journal of the Medical Science, les résultats de ses recherches, reprises la même année en français sous le titre Du collodion ou solution éthérée de coton - poudre et de son emploi en chirurgie dans la Revue médico-chirurgicale.
L'homophonie des deux noms a entrainé parfois des quiproquos historiques sur la découverte du collodion. 
Jules Verne mentionne les deux noms dans le chapitre IX de son roman De la Terre à la Lune lorsqu'il invoque l'historique du collodion. 